# Irakleides
Irakleides (řecky Ηρακλείδες) je řecká obecní jednotka na ostrově Kós v Egejském moři v souostroví Dodekany. Do roku 2011 byla obcí. Nachází se v západní části ostrova. Na východě sousedí s obecní jednotkou Dikeios. Je jednou ze tří obecních jednotek na ostrově.

## Obyvatelstvo
Obecní jednotka Irakleides se skládá ze 3 komunit. V závorkách je uveden počet obyvatel.
- Obecní jednotka Irakleides (6826) — komunity: Andimachia (2538), Kardamena (1650), Kefalos (2638).